# George Elmer Forsythe
George Elmer Forsythe (State College, 8 gennaio 1917 – Stanford, 9 aprile 1972) è stato un informatico e matematico statunitense.
Forsythe arrivò alla Stanford University nel 1959 come membro del Dipartimento di Matematica e, a partire dal 1965, ricoprì il ruolo di professore e presidente del neonato Dipartimento di Informatica, incarico che mantenne fino alla sua morte.

## Biografia
George Elmer Forsythe nacque l'8 gennaio 1917 a State College, in Pennsylvania. La sua famiglia si trasferì ad Ann Arbor, nel Michigan, quando era ancora un bambino. Fin da giovane mostrò interesse per l'informatica, sperimentando con calcolatrici da tavolo a manovella (calcolatrici meccaniche).
Conseguì il bachelor in matematica presso lo Swarthmore College nel 1937, ottenendo una borsa di studio. Completò il dottorato di ricerca in matematica presso la Brown University nel 1941, sotto la supervisione di Jacob David Tamarkin.
Dopo il dottorato, si trasferì alla Stanford University per lavorare come istruttore di matematica. La sua carriera accademica fu interrotta dal servizio nell'aeronautica militare degli Stati Uniti e da un periodo di lavoro presso la Boeing.

## Carriera
Forsythe sposò Alexandra I. Forsythe, autrice del primo manuale universitario pubblicato negli Stati Uniti nel campo dell'informatica. Partecipò attivamente al lavoro del marito, promuovendo anche un ruolo più attivo per le donne nel settore, in un periodo in cui ciò era tutt'altro che comune.
Tra il 1950 e il 1958, entrambi lavorarono alla programmazione con lo SWAC, inizialmente presso il National Bureau of Standards (NBS) a Los Angeles e successivamente all'UCLA, dopo la chiusura della divisione occidentale del NBS per motivi politici. La coppia ebbe una figlia e un figlio.
Secondo Donald Knuth, i maggiori contributi di Forsythe furono l’aver contribuito a fondare l’informatica come disciplina accademica autonoma e l’aver promosso l’attività di referaggio e pubblicazione scientifica nel campo degli algoritmi.
Forsythe supervisionò 17 dottorati di ricerca, molti dei quali proseguirono con carriere accademiche. Ricevette il Lester R. Ford Award nel 1969 e nuovamente nel 1971 per la sua attività divulgativa e scientifica.

## Opere
- Jörgen Holmboe, George E. Forsythe e William Sharp Gustin, Dynamic Meteorology, John Wiley & Sons, 1945,  pp. 378+xvi.
- Bibliographical Survey of Russian Mathematical Monographs, 1930 to 1951, National Bureau of Standards, 1952.
- Bibliography of Russian Mathematics Books, New York, Chelsea, 1956.
- George E. Forsythe e Paul C. Rosenbloom, Numerical Analysis and Partial Differential Equations: Contemporary State of Numerical Analysis, John Wiley & Sons, 1958.
- George E. Forsythe e Wolfgang Wasow, Finite Difference Methods for Partial Differential Equations, New York, John Wiley & Sons, 1966.
- George E. Forsythe e Cleve B. Moler, Computer Solution of Linear Algebraic Systems, Englewood Cliffs, New Jersey, Prentice‑Hall, 1967.
- George E. Forsythe, Michael A. Malcolm e Cleve B. Moler, Computer Methods for Mathematical Computations, Prentice‑Hall Series in Automatic Computation, Englewood Cliffs, New Jersey, Prentice‑Hall, 1977, ISBN 0‑13‑165332‑6.